# Внутрішній ядерний шар

Шари сітківки.
RPE — пігментний епітелій сітківки
OS — зовнішній сегмент фоторецепторів; IS — внутрішній сегмент фоторецепторів;
ONL — зовнішній ядерний шар; OPL — зовнішній сітчастий шар;
INL — Внутрішній ядерний шар; IPL — внутрішній сітчастий шар;
GC — гангліонарний шар; BM — мембрана Бруха; P — пігментні епітеліоцити;
R — палички; C — колбочки;
Стрілочка і пунктирна лінія — зовнішня погранична мембрана;
H — горизонтальні клітини; B — біполярні клітини;
M — клітини Мюллера A — амакринові клітини;
G — гангліонарні клітини; AX — аксони.

Внутрішній ядерний шар (англ. inner nuclear layer, INL) — один з десяти шарів сітківки хребетних, містить тіла біполярних, амакринових, горизонтальних і мюллеровських клітин. Ядра під світловим мікроскопом надають зернистого вигляду.
Біполярні, амакринові і горизонтальні клітини служать для перетворення сигналів отриманих з фоторецепторів зовнішніх шарів сітківки, а клітини Мюллера (нейроглія) головним чином для підтримки нервової тканини сітківки.
З самого зовнішнього краю знаходяться горизонтальні клітини, за ними розміщуються перикаріони біполярних і мюллеровських клітин, ближче до внутрішньої межі розміщені амакринові клітини. В сукупності вони утворюють 10-12 клітинних шарів.
Товщина внутрішнього сітчастого шару становить приблизно 30 мкм.

## Зовнішні посилання
- Histology Learning System Бостонського університету: 07902loa [Архівовано 3 березня 2016 у Wayback Machine.]